# Gran Premio de Alemania de Motociclismo de 2011
El Gran Premio de Alemania de Motociclismo de 2011 fue la novena prueba del Campeonato del Mundo de Motociclismo de 2011. Tuvo lugar en el fin de semana del 15 al 17 de julio de 2011 en Sachsenring, situado en Hohenstein-Ernstthal, Sajonia, Alemania. La carrera de MotoGP fue ganada por Dani Pedrosa, seguido de Jorge Lorenzo y Casey Stoner. Marc Márquez ganó la prueba de Moto2, por delante de Stefan Bradl y Alex de Angelis. La carrera de 125cc fue ganada por Héctor Faubel, Johann Zarco fue segundo y Maverick Viñales tercero.

## Resultados

### Resultados MotoGP
| Pos.            | N.º | Piloto           | Constructor | Vueltas | Tiempo    | Parrilla | Pts. |
| --------------- | --- | ---------------- | ----------- | ------- | --------- | -------- | ---- |
| 1               | 26  | Dani Pedrosa     | Honda       | 30      | 41:12.482 | 2        | 25   |
| 2               | 1   | Jorge Lorenzo    | Yamaha      | 30      | +1.477    | 3        | 20   |
| 3               | 27  | Casey Stoner     | Honda       | 30      | +1.568    | 1        | 16   |
| 4               | 4   | Andrea Dovizioso | Honda       | 30      | +10.513   | 6        | 13   |
| 5               | 11  | Ben Spies        | Yamaha      | 30      | +10.719   | 5        | 11   |
| 6               | 58  | Marco Simoncelli | Honda       | 30      | +10.923   | 4        | 10   |
| 7               | 19  | Álvaro Bautista  | Suzuki      | 30      | +27.451   | 10       | 9    |
| 8               | 69  | Nicky Hayden     | Ducati      | 30      | +27.510   | 8        | 8    |
| 9               | 46  | Valentino Rossi  | Ducati      | 30      | +27.576   | 16       | 7    |
| 10              | 5   | Colin Edwards    | Yamaha      | 30      | +33.491   | 7        | 6    |
| 11              | 8   | Héctor Barberá   | Ducati      | 30      | +38.944   | 11       | 5    |
| 12              | 17  | Karel Abraham    | Ducati      | 30      | +39.148   | 13       | 4    |
| 13              | 14  | Randy de Puniet  | Ducati      | 30      | +39.415   | 9        | 3    |
| 14              | 35  | Cal Crutchlow    | Yamaha      | 30      | +39.477   | 12       | 2    |
| 15              | 7   | Hiroshi Aoyama   | Honda       | 30      | +54.516   | 15       | 1    |
| 16              | 24  | Toni Elías       | Honda       | 30      | +1:12.335 | 14       |      |
| 17              | 50  | Sylvain Guintoli | Ducati      | 29      | +1 vuelta | 17       |      |
| Reporte Oficial |     |                  |             |         |           |          |      |

Notas:
- Pole Position :  Casey Stoner, 1:21.681
- Vuelta Rápida :  Dani Pedrosa, 1:21.846

### Resultados Moto2
| Pos.            | N.º | Piloto              | Constructor | Vueltas | Tiempo    | Parrilla | Pts. |
| --------------- | --- | ------------------- | ----------- | ------- | --------- | -------- | ---- |
| 1               | 93  | Marc Márquez        | Suter       | 29      | 41:37.457 | 1        | 25   |
| 2               | 65  | Stefan Bradl        | Kalex       | 29      | +0.896    | 2        | 20   |
| 3               | 15  | Alex de Angelis     | MotoBi      | 29      | +1.387    | 6        | 16   |
| 4               | 4   | Randy Krummenacher  | Kalex       | 29      | +3.413    | 15       | 13   |
| 5               | 12  | Thomas Lüthi        | Suter       | 29      | +4.185    | 12       | 11   |
| 6               | 68  | Yonny Hernández     | FTR         | 29      | +7.691    | 10       | 10   |
| 7               | 45  | Scott Redding       | Suter       | 29      | +10.606   | 23       | 9    |
| 8               | 3   | Simone Corsi        | FTR         | 29      | +10.667   | 21       | 8    |
| 9               | 16  | Jules Cluzel        | Suter       | 29      | +12.079   | 17       | 7    |
| 10              | 51  | Michele Pirro       | Moriwaki    | 29      | +12.337   | 4        | 6    |
| 11              | 54  | Kenan Sofuoğlu      | Suter       | 29      | +13.197   | 20       | 5    |
| 12              | 77  | Dominique Aegerter  | Suter       | 29      | +21.516   | 28       | 4    |
| 13              | 44  | Pol Espargaró       | FTR         | 29      | +21.652   | 14       | 3    |
| 14              | 29  | Andrea Iannone      | Suter       | 29      | +21.827   | 25       | 2    |
| 15              | 71  | Claudio Corti       | Suter       | 29      | +22.238   | 27       | 1    |
| 16              | 63  | Mike Di Meglio      | Tech 3      | 29      | +22.359   | 22       |      |
| 17              | 25  | Alex Baldolini      | Suter       | 29      | +26.498   | 29       |      |
| 18              | 19  | Xavier Siméon       | Tech 3      | 29      | +30.137   | 7        |      |
| 19              | 75  | Mattia Pasini       | FTR         | 29      | +34.023   | 33       |      |
| 20              | 9   | Kenny Noyes         | FTR         | 29      | +34.188   | 26       |      |
| 21              | 18  | Jordi Torres        | Suter       | 29      | +34.300   | 16       |      |
| 22              | 80  | Axel Pons           | Pons Kalex  | 29      | +34.949   | 19       |      |
| 23              | 13  | Anthony West        | MZ-RE Honda | 29      | +49.149   | 31       |      |
| 24              | 64  | Santiago Hernández  | FTR         | 29      | +49.902   | 35       |      |
| 25              | 14  | Ratthapark Wilairot | FTR         | 29      | +53.180   | 32       |      |
| 26              | 39  | Robertino Pietri    | Suter       | 29      | +57.673   | 34       |      |
| 27              | 97  | Steven Odendaal     | Suter       | 29      | +1:12.318 | 36       |      |
| 28              | 88  | Ricard Cardús       | Moriwaki    | 29      | +1:12.943 | 24       |      |
| 29              | 24  | Tommaso Lorenzetti  | FTR         | 28      | +1 vuelta | 37       |      |
| 30              | 95  | Mashel Al Naimi     | Moriwaki    | 28      | +1 vuelta | 38       |      |
| Ret             | 72  | Yuki Takahashi      | Moriwaki    | 23      | Retirado  | 13       |      |
| Ret             | 34  | Esteve Rabat        | FTR         | 19      | Retirado  | 18       |      |
| Ret             | 38  | Bradley Smith       | Tech 3      | 15      | Caída     | 9        |      |
| Ret             | 40  | Aleix Espargaró     | Pons Kalex  | 5       | Colisión  | 3        |      |
| Ret             | 76  | Max Neukirchner     | MZ-RE Honda | 5       | Colisión  | 11       |      |
| Ret             | 53  | Valentin Debise     | FTR         | 2       | Caída     | 30       |      |
| Ret             | 60  | Julián Simón        | Suter       | 0       | Caída     | 5        |      |
| DNS             | 36  | Mika Kallio         | Suter       |         |           | 8        |      |
| DNS             | 31  | Carmelo Morales     | Suter       |         |           |          |      |
| Reporte Oficial |     |                     |             |         |           |          |      |

Notas:
- Pole Position :  Marc Márquez, 1:24.733
- Vuelta Rápida :  Yonny Hernández, 1:25.255

## Resultados 125cc
| Pos.            | N.º | Piloto               | Constructor | Vueltas | Tiempo    | Parrilla | Pts. |
| --------------- | --- | -------------------- | ----------- | ------- | --------- | -------- | ---- |
| 1               | 55  | Héctor Faubel        | Aprilia     | 27      | 39:57.979 | 2        | 25   |
| 2               | 5   | Johann Zarco         | Derbi       | 27      | +0.000    | 6        | 20   |
| 3               | 25  | Maverick Viñales     | Aprilia     | 27      | +0.272    | 1        | 16   |
| 4               | 18  | Nicolás Terol        | Aprilia     | 27      | +1.723    | 4        | 13   |
| 5               | 39  | Luis Salom           | Aprilia     | 27      | +2.784    | 3        | 11   |
| 6               | 33  | Sergio Gadea         | Aprilia     | 27      | +6.786    | 5        | 10   |
| 7               | 94  | Jonas Folger         | Aprilia     | 27      | +13.116   | 9        | 9    |
| 8               | 11  | Sandro Cortese       | Aprilia     | 27      | +13.414   | 15       | 8    |
| 9               | 52  | Danny Kent           | Aprilia     | 27      | +13.710   | 10       | 7    |
| 10              | 31  | Niklas Ajo           | Aprilia     | 27      | +29.090   | 14       | 6    |
| 11              | 23  | Alberto Moncayo      | Aprilia     | 27      | +29.341   | 8        | 5    |
| 12              | 42  | Toni Finsterbusch    | KTM         | 27      | +33.483   | 28       | 4    |
| 13              | 84  | Jakub Kornfeil       | Aprilia     | 27      | +34.357   | 30       | 3    |
| 14              | 99  | Danny Webb           | Mahindra    | 27      | +34.405   | 16       | 2    |
| 15              | 53  | Jasper Iwema         | Aprilia     | 27      | +36.878   | 24       | 1    |
| 16              | 77  | Marcel Schrötter     | Mahindra    | 27      | +43.087   | 13       |      |
| 17              | 15  | Simone Grotzkyj      | Aprilia     | 27      | +43.123   | 19       |      |
| 18              | 96  | Louis Rossi          | Aprilia     | 27      | +52.487   | 23       |      |
| 19              | 3   | Luigi Morciano       | Aprilia     | 27      | +1:01.936 | 18       |      |
| 20              | 30  | Giulian Pedone       | Aprilia     | 27      | +1:04.494 | 29       |      |
| 21              | 50  | Sturla Fagerhaug     | Aprilia     | 27      | +1:05.804 | 27       |      |
| 22              | 43  | Francesco Mauriello  | Aprilia     | 27      | +1:05.900 | 31       |      |
| 23              | 36  | Joan Perelló         | Aprilia     | 27      | +1:24.205 | 33       |      |
| 24              | 63  | Zulfahmi Khairuddin  | Derbi       | 27      | +1:27.327 | 17       |      |
| 25              | 19  | Alessandro Tonucci   | Aprilia     | 27      | +1:27.505 | 34       |      |
| 26              | 10  | Alexis Masbou        | KTM         | 26      | +1 vuelta | 22       |      |
| 27              | 78  | Felix Forstenhäusler | Honda       | 26      | +1 vuelta | 35       |      |
| Ret             | 26  | Adrián Martín        | Aprilia     | 26      | Colisión  | 12       |      |
| Ret             | 21  | Harry Stafford       | Aprilia     | 26      | Colisión  | 20       |      |
| Ret             | 41  | Luca Grünwald        | KTM         | 23      | Retirado  | 25       |      |
| Ret             | 7   | Efrén Vázquez        | Derbi       | 20      | Caída     | 7        |      |
| Ret             | 56  | Peter Sebestyén      | KTM         | 19      | Retirado  | 32       |      |
| Ret             | 70  | Marvin Fritz         | Honda       | 8       | Retirado  | 36       |      |
| Ret             | 73  | Jack Miller          | Aprilia     | 3       | Retirado  | 26       |      |
| Ret             | 44  | Miguel Oliveira      | Aprilia     | 2       | Caída     | 11       |      |
| Ret             | 17  | Taylor Mackenzie     | Aprilia     | 2       | Caída     | 21       |      |
| Reporte Oficial |     |                      |             |         |           |          |      |

Notas:
- Pole Position :  Maverick Viñales, 1:27.477
- Vuelta Rápida :  Héctor Faubel, 1:27.867